# Alfredo Campo
Alfredo Campo Vintimilla (nascido em 2 de março de 1993) é um ciclista equatoriano. Especializado em ciclismo BMX, Campo competiu nos Jogos Pan-Americanos de 2015.